# Carl Axel Trolle den yngre
Carl Axel Trolle, född den 29 juni 1862 på Klågerup, död den 19 juni 1919 i Ramlösa, var en svensk jurist, riksdagsman och lantbrukare. Han var son till riksdagsmannen Carl Axel Trolle.

## Biografi
Efter studier i Lund avlade Trolle hovrättsexamen 1887 och blev 1889 vice häradshövding. 1890 inledde han tjänstgöring i justitiedepartementet och från 1894 arrenderade han Fulltofta gård av sin bror Nils Trolle. Senare blev han ägare av Klintehus och Tejarp.
Mellan 1900 och 1905 var Trolle ledamot av andra kammaren för Frosta domsaga och från 1909 var han ordförande i Skånska hypoteksföreningen samt vice ordförande i Skandinaviska kreditaktiebolagets styrelse och innehade flera andra förtroendeuppdrag.